# Kazuhiro Murata
Kazuhiro Murata (jap. 村田 一弘 Murata Kazuhiro; ur. 12 maja 1969) – japoński piłkarz występujący na pozycji obrońcy.

## Kariera klubowa
Jako piłkarz grał w klubach Mitsubishi Heavy Industries Nagasaki, Cerezo Osaka i Oita Trinita.